# Carles II de Lorena
Carles II de Lorena, dit l'Intrepid (1364 - Nancy, 25 de gener de 1431) fou duc de Lorena de 1390 a 1431. Era el fill del duc Joan I de Lorena i de Sofia de Wurtemberg.

## Biografia
En la seva joventut, havia estat molt vinculat amb Felip II de Borgonya, duc de Borgonya; havien estat companys d'armes moltes vegades. Va continuar en principi la política iniciada pel seu pare, allunyant-se de la cort de França per acostar-se a Borgonya. Tenia a més una certa desconfiança enfront de Lluís I d'Orleans que havia sostingut els habitants de Neufchâteau al final del regnat del seu pare el duc Joan I de Lorena, i que sostenia l'emperador Venceslau I d'Alemanya, el qual serà deposat i serà reemplaçat pel sogre de Carles.
Va participar en diverses expedicions de croades:
- El 1391 a Tunis
- El 1396 a Nicòpolis, amb Joan de Nevers, fill de Felip l'Intrepid
- El 1399, a Livònia al costat dels Cavallers Teutònics.

El 1400, els Prínceps Electors deposaren l'emperador Venceslau I i escolliren al seu lloc a Robert de Wittelsbach, comte palatí del Rin i sogre de Carles II.
Múltiples incidents el 1405 i 1406 van oposar els sergents del duc als oficials reials als feus francesos englobats en el ducat i Lluís d'Orleans, que havia rebut en penyora el ducat de Luxemburg va voler crear-se un principat a la regió. Al capdavant d'una coalició formada pel duc Robert I de Bar, el duc de Luxemburg i el comte de Namur, va atacar el ducat de Lorena, però va ser vençut a la primavera del 1407 a Corny-sur-Moselle, i després el juliol de 1407 a Champigneulles. L'assassinat del duc d'Orleans a París el 23 de novembre de 1407 va posar fi a aquesta guerra, i Carles es va unir als borgonyons en la guerra civil que els oposava als Armanyac. Va evitar tanmateix introduir-se en el conflicte franco-anglès i no va respondre a la crida del rei el 1415, tot i que el seu germà Ferri I de Vaudémont va combatre a la batalla d'Agincourt i hi va morir. El mateix any, la reina Isabel de Baviera el nomenà conestable de França al lloc de Bernat VII d'Armanyac, però renuncia de pressa a exercir aquesta càrrec.
El duc de Borgonya Joan I de Borgonya fou assassinat el 1419 i Carles II va modificar la seva política per adoptar una posició de neutralitat entre França i Borgonya. En efecte, Felip III de Borgonya, el nou duc de Borgonya, va unificar els Països Baixos (que corresponen a l'actual Benelux), i les seves possessions es van compondre llavors de dos conjunts territorials, separats per la Xampanya, província francesa, el ducat de Bar i el Ducat de Lorena. Aquesta política de neutralitat, després d'un acostament amb el rei Carles VII de França, li permetrà fer front a l'amenaça borgonyona, i també de negociar el matrimoni de la seva hereva Isabel de Lorena amb el capet Renat I d'Anjou, cunyat de Carles Vii i sobretot hereu del ducat de Bar.
Però el seu nebot Antoni de Vaudémont no va acceptar ser apartat de la successió i Carles II el va haver de combatre el 1425, sense gran èxit.
Al començament de l'any 1429, Carles II, malalt, va fer venir Joana d'Arc en pelegrinatge a Saint-Nicolas-de-Port, però aquesta li va retreure la seva vida dissoluta i li va aconsellar acomiadar la seva amant, Alison du May. Sense seguir els seus consells, li va donar una tropa perquè anés a Chinon però no va permetre al seu gendre seguir "la Poncella".
Va morir dos anys més tard posant en guarda el seu gendre francòfil contra les maquinacions del duc de Borgonya.

## Matrimoni i fills
Es va casar el 1394 amb Margarida de Wittelsbach (1376 † 1434), filla de Robert de Wittelsbach, comte palatí del Rin, després emperador germànic, i d'Elisabeth de Hohenzollern. Van tenir:
- Isabel de Lorena (1400 † 1453), duquessa de Lorena, casada el 1420 a Renat I d'Anjou duc de Bar i d'Anjou, comte de Provença, rei titular de Jerusalen, Nàpols, i Sicília (1409-1480).
- Raüll, mort jove
- Caterina (1407 -1439), casat amb Jacob I de Baden marcgravi de Baden (1407 ? 1453)

De la seva amant Alison du May (assassinada à Nancy el 1431), va tenir:
- Ferri[3] Bastar de Lorena, que va adquirir la terra de Bildstein.
- Joan,[4] bastard de Lorena, senyor de Darnieulles.
- Ferri de Lunéville, bastard de Lorena, citat el 1425, cavaller de St. Jean de Jerusalem, comanador de Xugney el 1459.
- Caterina, bastarda de Lorena, citat el 1425.
- Isabel, bastarda de Lorena, casada el 1425 amb Henri de Liocourt.